# جاك لويس مونو
جاك لويس مونو (بالفرنسية: Jacques-Louis Monod)‏ (وُلد يوم 25 فبراير عام 1927) هو ملحن فرنسي، وعازف بيانو، وقائد أوركسترا كلاسيكية معاصرة، عمل تحديدًا في تطوير موسيقى تشارلز آيفز، وإدغار فاريز، وأرنولد شوينبيرج، وأنطون ويبرن، وموسيقى الأبتاون. عمل مونو بشكل رئيسي في مدينتي نيويورك ولندن خلال النصف الثاني من القرن العشرين.

## محرر موسيقى شوينبيرج، وويبرن، وآيفز
حرر مونو العديد من الأعمال الموسيقية للنشر في مؤسسة موبارت للنشر الموسيقي/بولكا-بومارت، وهي الآن جزء من شركة جيرونا للموسيقى، وشركة شوت للنشر الموسيقي. تضمنت هذه القطع الموسيقية التي حررها مونو الحديقة المركزية في الظلام، وهالووين، والمستنقع لتشارلز آيفز؛ والعمل الموسيقي رقم 39 كول نيدريه والعمل الموسيقي رقم 48 الأغنيات الثلاث لشوينبيرج؛ بالإضافة إلى العملين اللذين يمكن اعتبارهما من أعظم أعمال شوينبيرج الموسيقية في فتراته الأخيرة، وهما العمل الموسيقي رقم 45 الثلاثية الوترية، والعمل الموسيقي رقم 46 أحد الناجين من وارسو؛ وخماسية الآلات الوترية والبيانو لويبرن.
وُصفت الإصدارات التي حررها مونو الخاصة بأعمال شوينبيرج بأنها معيار قياسي يمكن الاستعانة به في الحكم على الإصدارات الأخرى. حرر مونو كتاب «رينيه ليبوفيتش 1913-1972. سجل لأعماله وكتاباته»، ونشره عبر شركة موبارت للنشر في عام 1983.

## أوراق مونو في ستانفورد
أودع مونو، في عام 2013، مجموعة من أوراقه، ومخطوطاته الموسيقية، وتحليلاته، وكتاباته النظرية، إلخ، في مكتبة غرين بجامعة ستانفورد في قسم المجموعات الخاصة وأرشيف الجامعة بمكتبات الجامعة في مدينة ستانفورد (كاليفورنيا)، ويعود تاريخ هذه المجموعة إلى الفترة ما بين عامي 1952 و1982.
تضمنت هذه المجموعة خطابات مع عائلة شوينبيرج، ورينيه ليبوفيتش، وإليوت كارتر، وميلتون بابيت، وميشيل فيليبوت، وآخرين.
أودع مونو لاحقًت مجموعة إضافية ضخمة من القطع الموسيقية، والخطابات، وما إلى ذلك، في ستانفورد، وفقًا لما نُشر في يوم 13 أكتوبر من عام 2017 في مدونة الإنترنت الخاصة بكبير أمناء المكتبة لقسم الموسيقى هناك، السيد جيري إل. مكبرايد، والذي كان أمينًا لأرشيف معهد شوينبيرج في جامعة كاليفورنيا الجنوبية. يكتب السيد مكبرايد: «خلال عامي 2016 و2017، أُضيف العديد من المخطوطات الموسيقية التي ألفها مونو إلى مجموعته التي يعود تاريخها إلى الفترة الممتدة منذ عام 1967 وحتى الآن، مع استمراره بتأليف أعمال موسيقية جديدة».

## مدرس في كولومبيا وجوليارد
على مر السنوات، قدم مونو دروسًا للموسيقيين الموهوبين، بمن فيهم أولئك الذين تأثروا بالرياضيات وعلوم الحاسوب: يعمل العديد منهم في مختلف الوظائف في الولايات المتحدة وخارجها ضمن مجالات قيادة الفرق الموسيقية، والتوزيع الموسيقي، والنظريات الموسيقية. يمكن العثور على التفاصيل الخاصة بالعديد من طلاب مونو على الإنترنت، على الرغم من عدم توثيق مجموعة كبيرة من طلابه حتى الآن. درّس مونو بشكل رئيسي في مدينة نيويورك بجامعة كولومبيا ومدرسة جوليارد، وكان محاضرًا زائرًا في جامعة برينستون، وهارفارد، وبرانديز.
درّس مونو قيادة الفرق الموسيقية للعديد من الطلاب الذين تخصصوا في هذا المجال، مثل بيتر شوبرت، ومايكل ألكسندر ويلنز، وغلبرت ليفين، وماركند ثاكار، وجويل إريك سوبن، وراشيل ووربي، وديفيد ليبوفيتش، وريتشارد فليتشر، وآخرين.

## حياته الشخصية وأصدقاؤه المقربون
كان مونو متزوجًا مغنية السوبرانو بيثاني بيردسلي سابقًا، ثم تزوج بعد ذلك المترجمة ذات الأصل الألماني مارغريت أوهان.
يُعتبر الموزعون إيرل كيم، وسيمور شيفرين، وأرثر بيرغر، وماريو ديفيدوفسكي، وكلوديو سبايز، ومالكوم بيتن، من أكثر الأصدقاء المقربين منه في أمريكا، وميشيل فيليبوت في فرنسا.
يقيم مونو حاليًا في جنوب فرنسا.